# لي هولدريدغ
لي هولدريدغ (بالفرنسية: Lee Holdridge؛ بالإنجليزية: Lee Holdridge) هو مؤلف موسيقى تصويرية وملحن هايتي وأمريكي، ولد في 3 مارس 1944 في بورت أو برانس في هايتي.

## وصلات خارجية
- الموقع الرسمي
- لي هولدريدغ على موقع IMDb (الإنجليزية)
- لي هولدريدغ على موقع ألو سيني (الفرنسية)
- لي هولدريدغ على موقع ميوزك برينز (الإنجليزية)
- لي هولدريدغ على موقع أول موفي (الإنجليزية)
- لي هولدريدغ على موقع قاعدة بيانات برودواي على الإنترنت (الإنجليزية)
- لي هولدريدغ على موقع قاعدة بيانات الأفلام السويدية (السويدية)
- لي هولدريدغ على موقع أول ميوزيك (الإنجليزية)
- لي هولدريدغ على موقع ديسكوغز (الإنجليزية)
- لي هولدريدغ على موقع قاعدة بيانات الفيلم (الإنجليزية)
- لي هولدريدغ على موقع كينوبويسك (الروسية)